# Madrid Río
Madrid Río – linearny park miejski w Madrycie położony nad rzeką Manzanares. 

## Historia
Park Madrid Río utworzono z inicjatywy burmistrza Madrytu Alberta Ruíza‑Gallardóna. W tym czasie – w 2003 roku – teren ten zajmowała droga M-30 o charakterystyce autostrady wybudowana w latach 70. XX wieku. Istnienie takiej drogi stanowiło barierę utrudniającą kontakt madrytczyków i turystów z rzeką. W celu utworzenia parku drogę wpuszczono w tunel, a na jego powierzchni urządzono zieleń miejską ze ścieżkami, drogami dla rowerów, placami zabaw i boiskami sportowymi. Na południu park Madrid Río łączy się z kolejnym parkiem linearnym nad rzeką Manzanares. W nowo tworzony park wkomponowano elementy już istniejącej zieleni, m.in. park przy kaplicy. W ramach rewitalizacji posadzono kilkaset nowych drzew owocowych w siedemnastowiecznym sadzie Huerta de la Partida. Po obu stronach rzeki powstała również sześciokilometrowa zadrzewiona aleja Salón de Pinos, którą poprowadzono ścieżki dla pieszych i rowerzystów. W skład parku wchodzą ogrody Jardines Aniceto Marinas, Jardines del Puente de Segovia, Jardines del Puente de Toledo. Największy obszar zieleni to dwudziestopięciohektarowy park Gran Parque de la Arganzuela obejmujący również plażę miejską. W parku znajduje się kilka esplanad, placów i punktów widokowych.

## Zabytki
Z parkiem związane są następujące zabytki kulturowe:
- Puerta del Rey – brama z czasów Józefa Bonapartego
- Puente del Rey – most z 1816
- Ermita Virgen del Puerto – kaplica z ogrodem Parque de la Virgen del Puerto
- Puente de Segovia – most z 1588
- Puente de Toledo – most z 1732
- Matadero Madrid – zespół rzeźni i jatek z początku XX wieku, obecnie centrum sztuki
- Invernadero de Arganzuela – szklarnia w dawnym zespole jatek. Znajduje się w niej centrum informacyjne.

## Przyroda
Na florę drzew, krzewów i krzewinek parku składają się m.in.: czeremcha zwyczajna, czereśnia, wiśnia jedoeńska, klon Acer ×freemanii, klon srebrzysty, jesion  wąskolistny (w tym podgatunek ostrowockowy), dąb czerwony, dąb burgundzki, dąb ostrolistny, dąb korkowy, judaszowiec południowy, lipa szerokolistna, cyprys wiecznie zielony, cedr himalajski, cedr atlaski, miłorząb dwuklapowy, pinia, sosna alepska, bukszpan drobnolistny, bukszpan wieczniezielony, platan klonolistny, topola czarna, topola biała, topola szara, topola chińska, osika, lawenda wąskolistna, odmiana płożąca rozmarynu lekarskiego, szałwia lekarska, Teucrium fruticans, jałowiec płożący, ligustr japoński, dziurawiec kielichowaty, kalina wawrzynowata, wawrzyn szlachetny, albicja biało-różowa, tulipanowiec amerykański, róża 'La Sevillana', wiązowiec południowy, kasztanowiec pospolity, ambrowiec balsamiczny, chruścina jagodna, skrzydłorzech kaukaski, melia pospolita, surmia bignoniowa, roztrzeplin wiechowaty, wiciokrzew japoński, chmielograb europejski, akacja srebrzysta. Niektóre z nich są posadzone tak, by tworzyć ogrody tematyczne, jak sosnowa aleja Salón de Pinos czy ogród czterech gatunków wiśni Avenida de Portugal. Ponadto w szklarni uprawianych jest kolejnych ponad 900 gatunków.